# Cupid's Last Wish
Cupid’s Last Wish（キューピッド・ラスト・ウイッシュ、タイ語: พินัยกรรมกามเทพ）は、ピラパット・ワタナセッシリ（アース）とサハパー・ウォンラート（ミックス）が主演する2022年のタイのテレビドラマシリーズ。
日本ではU-NEXTが2023年2月24日より独占配信した。

## あらすじ
コン（アース）とウィン（ミックス）は22年来の幼なじみだった。しかしウィンの父親が亡くなったとき、遺言で土地の半分をコンに譲ったことから、ウィンは財産目当てで家族に近づいたのではないかと疑念を持ち、22年来の友情に裂が入る。その後、ウィンと妹のリン（ジャン）が交通事故に遭う。ウィンが目覚めると、それは昏睡状態となったリンの体の中だった。元の体に戻る唯一の方法は、ウィンとコンがタイの4つの寺院で7日以内に聖水を集めてくることだ。ウィンがリンの体の中にいることを知ったコンは、ウィンと共に聖水を集める旅に出ることを決意する。

## キャスト

### 主演
- コーン：ピラパット・ワタナセッシリ（アース）
- ウィン：サハパー・ウォンラート（ミックス）
- リン：プローイションプー・スパサップ（ジャン）

### 助演
- チャノン：ナワット・プンポーティンガーム（ホワイト）
- ウィンの母親：ニパワン・タウィポーンサワン
- インタラー(叔母)：チャヤチー・クリッタヤーポンサコーン
- アヌチャー(叔父)：チョンナカン・アーポンスティナン（ガンスマイル）
- サン(農場従業員)：ヌーリー
- ソイ(農場従業員)：ダリナ・ブーンチェ

### ゲスト出演
- アモン(ウィンの父親)：Chatchawarin Klainark
- 僧侶：マイケル・シャオワナーサイ
- ジョン(農場従業員)：ナッタラット・コンケーウ（チャンプ）
- シェフ・パット：タナブーン・ワンロプシリナーン（ナ）

## オリジナルサウンドトラック
| タイトル           | アーティスト                | 備考  |
| ------------------ | --------------------------- | ----- |
| ไม่ไกลหัวใจ (Closer) | Earth Pirapat, Mix Sahaphap | [ 2 ] |
| เพิ่งรู้ (Never Knew)  | Earth Pirapat, Mix Sahaphap | [ 3 ] |

## タイ国内での視聴率
- 最も低い値は青色で、最も高い値は赤色色で表示され、空欄はそのエピソードにデータがないことを示す。

| EP   | 放送日        | 放送時間 (UTC+07:00) | 平均視聴率 | 備考   |
| ---- | ------------- | -------------------- | ---------- | ------ |
| 1    | 2022年3月27日 | 日曜日 20:30         | 0.155      | [ 4 ]  |
| 2    | 2022年4月3日  | 日曜日 20:30         | 0.143      | [ 5 ]  |
| 3    | 2022年4月10日 | 日曜日 20:30         | 0.087      | [ 6 ]  |
| 4    | 2022年4月17日 | 日曜日 20:30         | 0.079      | [ 7 ]  |
| 5    | 2022年4月24日 | 日曜日 20:30         | 0.057      | [ 8 ]  |
| 6    | 2022年5月1日  | 日曜日 20:30         | 0.055      | [ 9 ]  |
| 7    | 2022年5月8日  | 日曜日 20:30         | 0.146      | [ 10 ] |
| 8    | 2022年5月15日 | 日曜日 20:30         | 0.129      | [ 11 ] |
| 9    | 2022年5月22日 | 日曜日 20:30         | 0.082      | [ 12 ] |
| 10   | 2022年5月29日 | 日曜日 20:30         | 0.080      | [ 13 ] |
| 平均 | 平均          | 平均                 | 0.101      | 1      |

^1 エピソードごとの平均視聴率に基づく。